# 아인슈타인의 사고 실험
알베르트 아인슈타인 경력의 특징은 물리적 문제를 이해하고 자신의 개념을 다른 사람들에게 설명하기 위한 근본적인 도구로서 시각화된 사고 실험(독일어: Gedankenexperiment)을 사용했다는 것이다. 아인슈타인의 사고 실험(영어: Einstein's thought experiments)은 다양한 형태를 띠었다. 젊은 시절 그는 빛의 빔을 정신적으로 쫓았다. 특수 상대성이론을 설명하기 위해 그는 움직이는 기차와 번개 섬광을 사용했다. 일반 상대성이론을 설명하기 위해 그는 지붕에서 떨어지는 사람, 가속하는 엘리베이터, 곡선 표면을 기어가는 눈 먼 딱정벌레 등을 고려했다. 현실의 본질에 대한 닐스 보어와의 논쟁에서 그는 적어도 개념적으로는 불확정성 원리를 피할 수 있는 방법을 보여주려는 가상의 장치를 제안했다. 양자역학 문헌에 기여하면서 아인슈타인은 잠시 상호작용하다가 서로 멀리 떨어져 나가 상태가 상관관계를 갖는 두 입자를 고려했는데, 이는 양자 얽힘으로 알려진 현상을 예견한 것이었다.

## 서론
사고 실험은 상상의 (가설적이거나 심지어 반사실적인) 시나리오 내에서 제시된 논리적 논증 또는 정신적 모델이다. 특히 과학적 사고 실험은 이상화된 환경(질량 없는 트랩도어, 마찰 부재)에서 허구적 및 자연적 특성(분자를 분류하는 악마, 방사성 붕괴에 따라 생명이 좌우되는 고양이, 밀폐된 엘리베이터 안의 사람들)의 도움을 받아 이론, 법칙 또는 원리 집합의 함의를 조사할 수 있다. 이는 특정하고 필요한 일부 이상화를 제외하고는 실제로 수행될 수 있는 실험을 설명한다.
물리적 실험과 달리 사고 실험은 새로운 경험적 데이터를 보고하지 않는다. 사고 실험은 시작 가정에서 연역적 또는 귀납적 추론에 기반한 결론만 제공할 수 있다. 사고 실험은 결론의 일반성과 무관한 특수성을 불러온다. 사고 실험에 실험과 같은 모습을 부여하는 것은 이러한 특수성의 호출이다. 사고 실험은 항상 무관한 특수성 없이 직접적인 논증으로 재구성될 수 있다. 저명한 과학 철학자 존 D. 노턴은 "좋은 사고 실험은 좋은 논증이고, 나쁜 사고 실험은 나쁜 논증이다"라고 언급했다.
효과적으로 사용될 때, 직접적인 논증을 사고 실험으로 바꾸는 무관한 특수성은 독자들이 시나리오에 대한 이해에 직관을 적용할 수 있는 능력을 자극하는 "직관 펌프" 역할을 할 수 있다. 사고 실험은 오랜 역사를 가지고 있다. 아마도 현대 과학사에서 가장 잘 알려진 것은 갈릴레오가 낙하하는 물체가 질량에 관계없이 같은 속도로 떨어져야 한다는 것을 증명한 것이다. 이는 때때로 피사의 사탑에 올라가 두 개의 무거운 추를 떨어뜨리는 실제 물리적 증명으로 여겨지기도 했다. 사실, 이는 갈릴레오가 Discorsi e dimostrazioni matematiche (1638)에서 설명한 논리적 증명이었다.
아인슈타인은 물리학에 대한 매우 시각적인 이해를 가지고 있었다. 특허청에서의 그의 작업은 "[그가] 이론적 개념의 물리적 영향을 볼 수 있도록" 자극했다. 그의 사고 방식의 이러한 측면들은 그가 자신의 논문을 생생한 실제적 세부 사항으로 채우도록 영감을 주었으며, 이는 예를 들어 로런츠나 맥스웰의 논문과는 상당히 달랐다. 여기에는 사고 실험의 사용도 포함된다.:26–27;121–127

## 특수 상대성이론

### 빛의 빔을 쫓다
말년에 아인슈타인은 다음과 같이 회고했다.
...16세 때 이미 부딪혔던 역설: 만약 내가 빛의 속도 c(진공에서의 빛의 속도)로 빛의 빔을 쫓는다면, 나는 공간적으로 진동하지만 정지해 있는 전자기장으로서 그러한 빛의 빔을 관찰해야 한다. 그러나 경험에 의해서도 맥스웰 방정식에 의해서도 그러한 것은 없는 것 같다. 처음부터 나에게는 그러한 관찰자의 관점에서 모든 것이 지구에 대해 정지해 있는 관찰자와 동일한 법칙에 따라 일어나야 한다는 것이 직관적으로 명확해 보였다. 왜냐하면 첫 번째 관찰자가 자신이 빠른 균일 운동 상태에 있다는 것을 어떻게 알거나 결정할 수 있겠는가? 이 역설에서 특수 상대성 이론의 씨앗이 이미 포함되어 있음을 알 수 있다.:52–53 

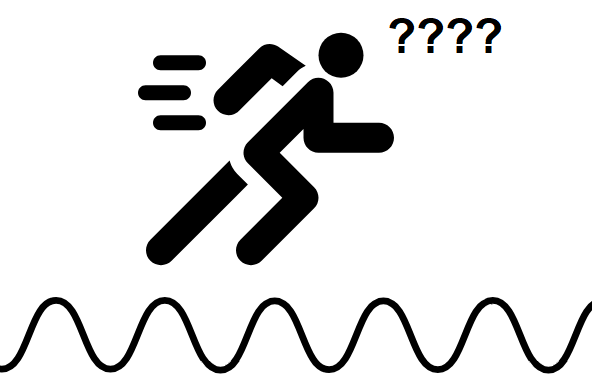
아인슈타인이 16세 학생이었을 때의 사고 실험

아인슈타인의 젊은 시절 상념에 대한 회상은 그의 후기 위대한 발견에 대한 힌트를 제공하기 때문에 널리 인용된다. 그러나 노턴은 아인슈타인의 회상이 아마도 반세기 동안의 회고에 의해 채색되었을 것이라고 언급했다. 노턴은 아인슈타인의 이야기에 대한 여러 가지 문제점을 역사적, 과학적 측면에서 나열한다.
1. 16세였고 아라우 김나지움의 학생이었을 때, 아인슈타인은 1895년 말부터 1896년 초에 사고 실험을 했을 것이다. 그러나 여러 자료에 따르면 아인슈타인은 1898년 대학에 가서야 맥스웰 이론을 배웠다고 한다.
2. 19세기의 에테르 이론가는 사고 실험에 아무런 어려움을 느끼지 않았을 것이다. 아인슈타인의 진술, "...경험에 비추어 볼 때 그런 것은 없는 것 같다"는 반론으로 간주되지 않았을 것이며, 단지 사실의 진술에 불과했을 것이다. 왜냐하면 아무도 그런 속도로 이동한 적이 없었기 때문이다.
3. 에테르 이론가는 "...맥스웰 방정식에 의해서도 아니다"를 단순히 아인슈타인의 오해로 간주했을 것이다. 빛의 속도가 우주의 한계를 나타낸다는 어떤 개념에도 얽매이지 않은 에테르 이론가는 단순히 속도를 c와 같게 설정하고, 그렇다, 빛은 얼어붙은 것처럼 보일 것이라고 언급한 다음 더 이상 생각하지 않았을 것이다.
사고 실험이 에테르 이론과 전혀 양립할 수 없다는 (실제로는 그렇지 않다) 것보다는, 젊은 아인슈타인은 옳지 않다는 직관적인 느낌에서 시나리오에 반응했던 것으로 보인다. 그는 광학 법칙이 상대성 원리를 따라야 한다고 느꼈다. 나이가 들면서 그의 초기 사고 실험은 더 깊은 의미를 얻었다. 아인슈타인은 맥스웰 방정식이 모든 관성 운동 관찰자에게 동일해야 한다고 느꼈다. 맥스웰 방정식에서 하나의 빛의 속도를 추론할 수 있으며, 이 계산에는 관찰자의 속도에 의존하는 것이 없다. 아인슈타인은 뉴턴 역학과 맥스웰 방정식에 의해 결정되는 빛의 일정한 속도 사이에 충돌을 감지했다.:114–115
위에 설명된 역사적, 과학적 문제와 상관없이 아인슈타인의 초기 사고 실험은 물리 이론의 타당성을 확인하는 데 사용했던 일련의 시험 사례 중 하나였다. 노턴은 사고 실험의 진정한 중요성은 1905년 이전에 아인슈타인이 수년간 연구했던 빛의 방출 이론에 강력한 반대 의견을 제시했다는 점이라고 제안한다.

### 자석과 도체
아인슈타인의 1905년 특수 상대성이론 도입 논문의 첫 문단에서 그는 다음과 같이 썼다.
맥스웰의 전자기학은—현재 일반적으로 이해되고 있는 바와 같이—움직이는 물체에 적용될 때 현상에 나타나지 않는 비대칭성을 야기한다는 것은 잘 알려져 있다. 예를 들어, 자석과 도체 사이의 전자기적 상호작용을 회상해 보자. 여기서 관찰 가능한 현상은 도체와 자석의 상대 운동에만 의존하지만, 일반적인 개념에 따르면 두 경우, 즉 두 물체 중 하나가 움직이는 경우와 다른 하나가 움직이는 경우는 엄격히 구분되어야 한다. 왜냐하면 자석이 움직이고 도체가 정지해 있다면, 자석 주변에 특정 에너지 값을 가진 전기장이 발생하여 도체의 일부가 위치한 곳에 전류를 생성하기 때문이다. 그러나 자석이 정지하고 도체가 움직인다면, 자석 주변에 전기장은 발생하지 않지만 도체 내부에는 기전력이 발생하며, 그 자체로는 어떤 에너지에도 해당하지 않지만, 고려된 두 경우에서 상대 운동이 동일하다면, 앞에서 언급된 경우의 전기력에 의해 생성된 전류와 동일한 크기와 흐름을 갖는 전류가 발생한다.

자석과 도체 사고 실험

이 첫 문단은 마이클 패러데이가 1831년에 얻은 잘 알려진 실험 결과를 요약한다. 이 실험들은 두 가지 다른 현상처럼 보이는 것을 설명한다. 즉, 도선이 자기장을 통과할 때 발생하는 운동 기전력(로런츠 힘 참조)과 변화하는 자기장으로 인해 발생하는 변압기 기전력(맥스웰-패러데이 방정식 참조)이다.:135–157 제임스 클러크 맥스웰 자신도 1861년 논문 On Physical Lines of Force에서 이 사실에 주목했다. 이 논문의 2부 후반에서 맥스웰은 두 현상 각각에 대해 별도의 물리적 설명을 제시했다.
아인슈타인은 이 비대칭성을 "잘 알려져 있다"고 부르지만, 아인슈타인의 동시대인들이 운동 기전력과 변압기 기전력 사이의 구별을 어떤 식으로든 이상하거나 근본적인 물리학의 이해 부족을 지적하는 것으로 간주했다는 증거는 없다. 예를 들어 맥스웰은 패러데이의 유도 법칙을 반복적으로 논의하면서, 유도 전류의 크기와 방향이 자석과 도체의 상대 운동에만 의존한다고 강조했다. 그는 근본적인 이론적 처리에서 도체-움직임과 자석-움직임 사이의 명확한 구별에 전혀 개의치 않았다.:135–138
그러나 이 실험에 대한 아인슈타인의 성찰은 특수 상대성 이론으로 향하는 그의 길고 고통스러운 여정에서 결정적인 순간을 나타냈다. 두 시나리오를 설명하는 방정식은 완전히 다르지만, 자석이 움직이는지, 도체가 움직이는지, 또는 둘 다 움직이는지를 구별할 수 있는 측정은 없다.
1920년 상대성이론의 근본 사상과 방법에 대한 미출간 리뷰에서 아인슈타인은 이 비대칭성이 자신에게 얼마나 불안정하게 느껴졌는지에 대해 언급했다.
이 두 경우가 본질적으로 달라야 한다는 생각은 나에게 참을 수 없었다. 내 확신에 따르면, 이 둘 사이의 차이는 단지 관점의 선택에 있을 뿐, <자연의 현실에서> 실제적인 차이에는 있을 수 없었다.:20 
아인슈타인은 위의 사고 실험에서 자석과 도체 사이에서 인지한 운동의 상대성을 완전한 이론으로 확장해야 했다. 그러나 수년간 그는 이것이 어떻게 가능할지 알지 못했다. 아인슈타인이 이 문제를 해결하기 위해 택한 정확한 경로는 알려져 있지 않다. 그러나 아인슈타인이 몇 년 동안 빛의 방출 이론을 추구하다가 결국 포기하게 만든 어려움에 부딪혔다는 것은 알고 있다.
나는 알려진 사실에 근거한 건설적인 노력을 통해 진정한 법칙을 발견할 가능성에 점차 절망했다. 더 길고 더 필사적으로 노력할수록, 오직 보편적인 형식 원리의 발견만이 확실한 결과로 우리를 이끌 수 있다는 확신에 도달했다.:49 
그 결정은 궁극적으로 두 가지 가설에 기초한 이론으로서의 특수 상대성 이론의 발전으로 이어졌다. 아인슈타인의 이 가설들에 대한 원래의 표현은 다음과 같았다.
1. "물리계의 상태 변화를 지배하는 법칙은 서로에 대해 균일한 병진 운동을 하는 두 좌표계 중 어느 하나를 참조하든지 상관없이 독립적이다."
2. "각각의 광선은 '정지' 좌표계에서 고유한 속도 V로 움직이며, 이 광선이 정지한 물체에서 방출되든 움직이는 물체에서 방출되든 상관없이 독립적이다."

현대적인 형태로는 다음과 같다.
1. 물리 법칙은 모든 관성 좌표계에서 동일한 형태를 취한다.
2. 주어진 관성 좌표계에서 빛의 속도 c는 빛이 정지한 물체에 의해 방출되든 균일하게 움직이는 물체에 의해 방출되든 동일하다. [편집자 강조 추가]:140–141
아인슈타인의 첫 번째 가설 표현은 당시 거의 모든 이론가들이 동의할 수 있는 것이었다. 그의 두 번째 가설은 빛의 성격에 대한 새로운 생각을 표현한다. 현대 교과서들은 이 두 가설을 결합한다. 한 인기 있는 교과서는 두 번째 가설을 다음과 같이 표현한다. "자유 공간에서의 빛의 속도는 모든 방향과 모든 관성 참조계에서 동일한 값 c를 가진다."

### 열차, 제방, 그리고 번개 섬광
아인슈타인이 어떻게 특수 상대성 이론에 도달했는가 하는 주제는 많은 학자들에게 매혹적인 것이었다. 26세의 특허청 직원(3급)이었던 그는 물리학을 거의 독학했고 주류 연구와 완전히 단절되어 있었음에도 불구하고 1905년에 네 편의 비범한 논문(기적의 해 논문)을 발표했으며, 그 중 한 편(브라운 운동에 관한 논문)만이 그가 이전에 출판했던 어떤 것과 관련되어 있었다.
아인슈타인의 논문 "움직이는 물체의 전자기학에 대하여"는 그 생성 과정의 흔적이 거의 없는 세련된 작품이다. 그 안에 담긴 아이디어의 발전에 관한 문서적 증거는 말 그대로 보존된 초기 편지 몇 통에 있는 단 두 문장과, 아인슈타인 자신이 나중에 한 다양한 역사적 언급으로 구성되어 있으며, 그 중 일부는 간접적으로만 알려져 있고 때로는 모순되기도 한다.

아인슈타인의 기차와 제방 사고 실험

동시성의 상대성과 관련하여 아인슈타인의 1905년 논문은 시계 간의 신호 교환을 통해 시간이 어떻게 확산될 수 있는지의 기본을 신중하게 고려함으로써 개념을 생생하게 발전시킨다. 그의 대중적인 저서 "상대성 이론: 특수 및 일반 이론"에서 아인슈타인은 자신의 논문의 형식적인 표현을 기차, 철도 제방, 번개 섬광을 사용하는 사고 실험으로 번역한다. 사고 실험의 핵심은 다음과 같다.
- 관찰자 M은 제방에 서 있고, 관찰자 M'은 빠르게 움직이는 기차를 타고 있다. M과 M'이 그들의 위치에서 정확히 일치하는 순간, 번개가 M과 M'에서 등거리의 A점과 B점을 친다.
- 이 두 섬광의 빛은 동시에 M에 도달하며, M은 이 번개가 동시적이라고 결론내린다.
- 아인슈타인의 첫 번째 및 두 번째 가정의 조합은, 기차가 제방에 대해 빠르게 움직임에도 불구하고 M'이 M과 정확히 동일한 빛의 속도를 측정한다는 것을 의미한다. 번개가 쳤을 때 M'은 A와 B로부터 등거리에 있었기 때문에, M'이 B로부터 빛을 A로부터 빛보다 먼저 받는다는 사실은 M'에게는 번개가 동시적이지 않았다는 것을 의미한다. 대신 B의 번개가 먼저 쳤다.[p 5]:29–31 [note 2]

과학사학자들 사이에서 일상적인 가정은, 1905년 특수 상대성이론 논문과 대중 저술에서 제시된 분석에 따라, 아인슈타인이 시계가 빛 신호에 의해 어떻게 동기화될 수 있는지를 생각함으로써 동시성의 상대성을 발견했다는 것이다. 아인슈타인 동기화 규약은 원래 19세기 중반에 전보 기사들에 의해 개발되었다. 정확한 시간의 보급은 이 시기 동안 점점 더 중요해지는 주제였다. 기차는 선로 사용을 계획하기 위해 정확한 시간이 필요했고, 지도 제작자들은 경도를 결정하기 위해 정확한 시간이 필요했으며, 천문학자와 측량사들은 1000분의 1초 정확도로 전 세계적인 시간 보급을 고려하기 시작했다.:132–144;183–187 이 논리 선을 따라가면, 아인슈타인이 특허청에서 전자기 및 전기기계 특허 평가를 전문으로 했다는 그의 직위가 그를 최신 시간 기술 개발에 노출시켰을 것이고, 이는 동시성의 상대성을 이해하는 방향으로 그의 생각을 이끌었을 것이다.:243–263
그러나 위 내용은 모두 추측이다. 나중에 회상할 때, 아인슈타인은 특수 상대성 이론을 개발하는 데 영감을 준 것이 무엇이냐는 질문을 받았을 때, 빛의 빔을 탔던 것과 자석-도체 사고 실험을 언급하곤 했다. 그는 또한 피조 실험과 별의 광행차 관찰의 중요성도 언급했다. 그는 "그것으로 충분했다"고 말했다. 그는 시계와 그 동기화에 대한 사고 실험은 한 번도 언급하지 않았다.
피조 실험과 별의 광행차에 대한 일상적인 분석은 빛을 뉴턴식 입자로 취급하며, 상대성이론을 필요로 하지 않는다. 그러나 빛을 에테르를 통해 전파되는 파동으로 간주하면 문제가 발생하며, 이는 동시성의 상대성을 적용함으로써 해결된다. 따라서 아인슈타인이 일반적으로 가정되는 경로와는 다른 경로, 즉 피조의 실험과 별의 광행차에 대한 아인슈타인의 검토를 통해 특수 상대성이론에 도달했을 가능성이 전적으로 존재한다.
따라서 우리는 시계 동기화와 기차 및 제방 사고 실험이 동시성의 상대성 개념을 개발하는 데 아인슈타인에게 얼마나 중요했는지 정확히 알지 못한다. 그러나 우리는 기차 및 제방 사고 실험이 그가 이 개념을 대중에게 가르치는 데 선호했던 수단이었다는 것을 알고 있다.:29–31

### 상대론적 질량 중심 정리
아인슈타인은 그의 마지막 기적의 해 논문에서 질량과 에너지의 등가를 제안했다. 다음 수십 년 동안 에너지와 운동량의 관계에 대한 이해는 아인슈타인과 막스 플랑크, 길버트 뉴턴 루이스, 리처드 C. 톨먼, 막스 폰 라우에(1911년에 에너지-운동량 텐서로부터 M0 = E0/c2에 대한 포괄적인 증명을 제시했다) 그리고 폴 디랙(1928년 에너지-운동량 관계 공식화에서 음의 해에 대한 연구가 1930년 반물질 존재 예측으로 이어졌다)를 포함한 다른 물리학자들에 의해 더욱 발전되었다.

푸앵카레의 질량 중심 역설(아인슈타인이 재해석한 방식)

아인슈타인의 1906년 상대론적 질량 중심 정리가 그 좋은 예이다. 1900년에 앙리 푸앵카레는 당시 이해되었던 현대 물리학에서 한 가지 역설을 지적했다. 그가 맥스웰 방정식의 잘 알려진 결과를 작용과 반작용의 동등성에 적용했을 때, 그는 반작용 없는 추진기, 즉 추진제를 배출하지 않고도 질량 중심을 이동시킬 수 있는 장치를 만들어내는 순환 과정을 설명할 수 있었는데, 이는 운동량 보존 법칙을 위배하는 것이었다. 푸앵카레는 이 역설을 전자기 에너지를 주어진 밀도를 갖는 유체로 상상함으로써 해결했다. 이 유체는 에너지가 흡수되고 방출될 때 주어진 운동량과 함께 생성되고 파괴된다. 이 유체의 움직임은 운동량 보존을 유지하는 방식으로 질량 중심의 변위를 반대할 것이다.
아인슈타인은 푸앵카레의 장치가 불필요하다는 것을 보여주었다. 오히려 그는 질량-에너지 등가가 그 역설을 해결하는 데 필요충분조건이라고 주장했다. 그의 증명에서 아인슈타인은 원래의 유도와는 다른 질량-에너지 등가의 유도를 제시했다. 아인슈타인은 푸앵카레의 추상적인 수학적 논증을 사고 실험의 형태로 다시 구성하는 것으로 시작했다.
아인슈타인은 (a) 처음에 정지해 있고, 질량 {\displaystyle M}과 길이 {\displaystyle L}을 가진 공간에 자유롭게 떠 있는 닫힌 속이 빈 원통을 고려했으며, (b) 왼쪽에서 오른쪽으로 {\displaystyle E}량의 복사 에너지(광자 묶음)를 보내는 어떤 종류의 장치를 고려했다. 이 복사에는 운동량 {\displaystyle E/c}이 있다. 시스템의 총 운동량이 0이므로, 원통은 속도 {\displaystyle v=-E/(Mc)}로 반발한다. (c) 복사는 시간 {\displaystyle \Delta t=L/c} 내에 원통의 다른 쪽 끝에 도달하며 ( {\displaystyle v<<c}라고 가정), 원통이 다음 거리를 이동한 후 정지하게 된다.
{\displaystyle \Delta x=-{\frac {EL}{Mc^{2}}}.}
(d) 원통의 오른쪽 벽에 축적된 에너지는 질량 없는 셔틀 메커니즘 {\displaystyle k}로 전달되고, (e) 이는 에너지를 왼쪽 벽으로 운반하며 (f) 그 다음에는 원통이 왼쪽으로 변위된 것을 제외하고 시스템의 초기 구성을 재현하기 위해 돌아온다. 이 주기는 반복될 수 있다.
여기서 설명된 반작용 없는 추진기는 역학 법칙을 위반한다. 이 법칙에 따르면, 정지해 있는 물체의 질량 중심은 외부 힘이 없을 경우 이동할 수 없다. 아인슈타인은 셔틀 {\displaystyle k}가 오른쪽에서 왼쪽으로 에너지를 전달하는 동안 질량이 없을 수 없다고 주장했다. 만약 에너지 {\displaystyle E}가 관성 {\displaystyle m=E/c^{2}}을 가진다면, 모순은 사라진다.
현대 분석은 아인슈타인의 원래 1905년 질량-에너지 등가 유도나 그의 1906년 질량 중심 정리가 암시하는 대체 유도 모두 결정적으로 정확하지 않다는 것을 시사한다. 예를 들어, 질량 중심 사고 실험은 원통을 완전히 강체로 간주한다. 실제로는 (b) 단계에서 빛 묶음이 원통에 가하는 충격은 빛보다 빠르게 이동할 수 없으므로, (c) 단계에서 광자 묶음이 오른쪽 벽에 도달했을 때 벽은 아직 움직이기 시작하지 않았다. 오하니안은 폰 라우에(1911)가 M0 = E0/c2의 최초의 진정한 결정적 유도를 제공했다고 평가했다.

### 초광속 신호 전송의 불가능성

아인슈타인의 1907년 사고 실험은 초광속 신호 전송이 인과율을 위반할 수 있음을 보여준다.

1907년 아인슈타인은 속도 합성 법칙으로부터 초광속 신호 전송을 허용하는 효과는 존재할 수 없다는 것을 추론할 수 있다고 언급했다.
아인슈타인은 신호가 물질 스트립에서 볼 때 초광속 {\displaystyle W}로 전파될 수 있는 물질 스트립을 상상했다. 두 관찰자 A와 B가 x축에 서 있고 거리 {\displaystyle L}만큼 떨어져 있다고 상상해 보자. 그들은 정지해 있지 않고 속도 {\displaystyle v}로 음의 x 방향으로 움직이는 물질 스트립 옆에 서 있다. A는 스트립을 사용하여 B에게 신호를 보낸다. 속도 합성 공식에 따르면, 신호는 속도 {\displaystyle {(W-v)/(1-(Wv/c^{2}))}}로 A에서 B로 전파된다. 신호가 A에서 B로 전파되는 데 필요한 시간 {\displaystyle T}는 다음과 같다.
{\displaystyle T=L{1-(Wv/c^{2}) \over W-v}.}
스트립은 모든 속도 {\displaystyle v<c}로 움직일 수 있다. 시작 가정 {\displaystyle W>c}가 주어지면, 항상 {\displaystyle T<0}이 되도록 스트립을 속도 {\displaystyle v}로 움직일 수 있다.
즉, 초광속으로 신호를 전송할 수 있는 수단이 존재한다면, 신호 수신자가 송신자가 신호를 전송하기 전에 신호를 수신하는 시나리오를 상상할 수 있다.
이 사고 실험에 대해 아인슈타인은 다음과 같이 썼다.
이 결과가 순전히 논리적인 관점에서 볼 때 어떤 모순도 포함하고 있지 않다고 생각하지만, 이는 우리의 모든 경험의 특성과 너무나도 충돌하여 가설 {\displaystyle W>c}의 불가능성을 증명하기에 충분하다고 생각된다. 

## 일반 상대성이론

### 떨어지는 화가와 가속하는 엘리베이터
1920년에 출판되지 않은 리뷰에서 아인슈타인은 등가원리에 대한 자신의 생각의 기원을 다음과 같이 밝혔다.
1907년에 Jahrbuch der Radioaktivität und Elektronik [방사능 및 전자학 연감]에 실릴 특수 상대성이론에 대한 내 작업 요약을 작성하느라 바빴을 때, 뉴턴의 중력 이론을 내 이론에 맞게 수정하려고 시도해야 했다. 이 방향으로의 시도들은 이 사업의 실현 가능성을 보여주었지만, 근거 없는 물리적 가설에 기반해야 했기 때문에 나를 만족시키지 못했다. 그 순간 내 인생에서 가장 행복한 생각이 다음과 같은 형태로 떠올랐다. 고려해 볼 가치가 있는 예에서, 중력장은 자기-전기 유도에 의해 생성된 전기장과 유사한 방식으로 상대적인 존재만을 가진다. 왜냐하면 집 지붕에서 자유 낙하하는 관찰자에게는 낙하하는 동안—적어도 그의 바로 근처에는—중력장이 없기 때문이다. 즉, 관찰자가 어떤 물체라도 놓으면, 그 물체들은 특정한 화학적 또는 물리적 성질과 상관없이 그에게 상대적으로 정지 상태 또는 균일 운동 상태를 유지한다. 따라서 관찰자는 자신의 상태를 "정지"라고 해석할 권리가 있다.:20–21 
이 깨달음은 아인슈타인을 "깜짝 놀라게" 했고, 그의 가장 위대한 업적으로 여겨지는 일반 상대성이론 연구를 8년간 추구하도록 영감을 주었다. 수년 동안 떨어지는 사람 이야기는 상징적인 이야기가 되었고, 다른 작가들에 의해 많은 장식이 더해졌다. 아인슈타인 이야기의 대부분의 재현에서 떨어지는 사람은 화가로 식별된다. 일부 설명에서는 아인슈타인이 자신이 일하던 특허청 옆 건물 지붕에서 떨어지는 화가를 목격한 후 영감을 받았다고 한다. 이 버전의 이야기는 왜 아인슈타인이 그러한 불행한 사고를 목격한 것이 그의 인생에서 가장 행복한 생각이라고 여겼는지에 대한 의문을 해결하지 못한다.:145

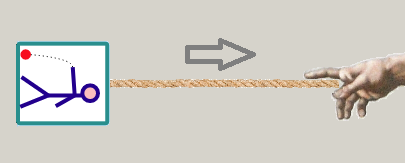
아인슈타인이 등가 원리를 설명하기 위해 사용한 사고 실험

아인슈타인은 나중에 자신의 사고 실험을 발전시켜 넓은 밀폐된 상자나 엘리베이터 안에 있는 사람이 우주에서 자유 낙하하는 상황을 고려했다. 자유 낙하하는 동안 그 사람은 자신을 무중력 상태라고 생각할 것이며, 주머니에서 꺼낸 모든 물건은 그의 옆에 떠 있을 것이다. 그런 다음 아인슈타인은 방 천장에 끈이 달려 있다고 상상했다. 어떤 강력한 "존재"가 일정한 힘으로 끈을 당기기 시작한다. 방은 균일하게 가속되는 운동으로 "위쪽으로" 움직이기 시작한다. 방 안에서 그 사람의 모든 인식은 그가 균일한 중력장에 있는 것과 일치한다. 아인슈타인은 "우리가 그 사람에게 미소를 지으며 그의 결론이 틀렸다고 말해야 하는가?"라고 물었다. 아인슈타인은 아니라고 대답했다. 오히려 사고 실험은 "상대성 원리를 서로에 대해 가속되는 기준계에도 확장하는 좋은 근거를 제공했으며, 그 결과 우리는 일반화된 상대성 가설에 대한 강력한 논증을 얻었다."고 말했다.:75–79:145–147
이 사고 실험을 통해 아인슈타인은 과학자들이 거의 걱정하거나 의아해하지 않던 너무나 잘 알려진 문제에 접근했다. 즉, 물체는 다른 물체를 끌어당기는 힘을 결정하는 "중력 질량"을 가지고 있다. 또한 물체는 물체에 가해지는 힘과 가속도 사이의 관계를 결정하는 "관성 질량"을 가지고 있다. 뉴턴은 비록 정의는 다르지만 중력 질량과 관성 질량이 항상 동일한 것처럼 보인다고 지적했다. 그러나 아인슈타인 이전에는 아무도 왜 그래야 하는지에 대한 좋은 설명을 생각해내지 못했다. 그의 사고 실험을 통해 밝혀진 일치성으로부터 아인슈타인은 "주어진 좌표계가 가속되고 있는지, 아니면...관찰된 효과가 중력장 때문인지 실험으로 알아내는 것은 불가능하다"고 결론지었다. 중력 질량과 관성 질량 사이의 이러한 일치성은 등가원리이다.:147
그의 가속하는 관찰자 사고 실험의 확장을 통해 아인슈타인은 "빛의 광선은 중력장에서 곡선으로 전파된다"고 추론할 수 있었다.:83–84:190

### 등가원리의 초기 적용
아인슈타인의 특수 상대성이론 공식화는 운동학(힘을 고려하지 않고 움직이는 물체를 연구하는 학문)적인 용어였다. 1907년 말, 그의 전 수학 교수였던 헤르만 민코프스키는 괴팅겐 수학회 강연에서 특수 상대성이론의 대안적, 기하학적 해석을 제시하며 시공간 개념을 도입했다. 아인슈타인은 처음에는 민코프스키의 기하학적 해석을 überflüssige Gelehrsamkeit(불필요한 학식)으로 간주하며 일축했다.
특수 상대성이론과 마찬가지로, 아인슈타인이 궁극적으로 일반 상대성이론이 된 것을 발전시키는 데 있어 그의 초기 결과는 기하학적 분석 기법보다는 운동학적 분석을 사용하여 이루어졌다.
1907년 야르부흐(Jahrbuch) 논문에서 아인슈타인은 처음으로 빛의 전파가 중력의 영향을 받는지, 그리고 중력장이 시계에 어떤 영향을 미치는지에 대한 질문을 다루었다. 1911년, 아인슈타인은 이 주제로 다시 돌아왔는데, 부분적으로는 그의 초기 이론의 특정 예측이 실험적으로 검증될 수 있다는 것을 깨달았기 때문이었다.
1911년 논문이 발표될 무렵, 아인슈타인과 다른 과학자들은 물체의 관성 질량이 에너지 함량에 따라 증가한다는 여러 가지 대체 증명을 제시했다. 만약 물체의 에너지 증가가 {\displaystyle E}라면, 관성 질량의 증가는 {\displaystyle E/c^{2}}이다.
아인슈타인은 관성 질량의 증가에 해당하는 중력 질량의 증가가 있는지, 그리고 그러한 증가가 있다면 중력 질량의 증가가 관성 질량의 증가와 정확히 동일한지 물었다. 등가원리를 사용하여 아인슈타인은 이것이 그러해야 한다고 결론지었다.

낙하하는 빛이 에너지를 얻는다는 아인슈타인의 주장

등가원리가 에너지의 중력을 필연적으로 의미함을 보이기 위해 아인슈타인은 균일한 중력장에서 단위 질량당 힘이 1 {\displaystyle g}인 수신기 {\displaystyle S_{1}} 위에 z축을 따라 거리 {\displaystyle h}만큼 떨어진 광원 {\displaystyle S_{2}}를 고려했다. 일정한 양의 전자기 에너지 {\displaystyle E}가 {\displaystyle S_{2}}에서 {\displaystyle S_{1}}을 향해 방출된다. 등가원리에 따르면, 이 시스템은 양의 z축 방향으로 균일한 가속도 {\displaystyle g}로 움직이는 중력 없는 시스템과 동일하며, {\displaystyle S_{2}}는 {\displaystyle S_{1}}로부터 일정한 거리 {\displaystyle h}만큼 떨어져 있다.
가속 시스템에서 {\displaystyle S_{2}}에서 방출된 빛은 (첫 번째 근사치로) {\displaystyle h/c}의 시간이 걸려 {\displaystyle S_{1}}에 도달한다. 그러나 이 시간 동안 {\displaystyle S_{1}}의 속도는 빛이 방출되었을 때의 속도보다 {\displaystyle v=gh/c}만큼 증가했을 것이다. 따라서 {\displaystyle S_{1}}에 도달하는 에너지는 {\displaystyle E_{2}}가 아니라 다음으로 주어지는 더 큰 에너지 {\displaystyle E_{1}}이다.
{\displaystyle E_{1}\approx E_{2}\left(1+{\frac {v}{c}}\right)=E_{2}\left(1+{\frac {gh}{c^{2}}}\right).}
등가원리에 따르면, 동일한 관계가 중력장에 있는 가속되지 않는 시스템에도 적용되며, 여기서 {\displaystyle gh}를 {\displaystyle S_{2}}와 {\displaystyle S_{1}} 사이의 중력 퍼텐셜 차이 {\displaystyle \Phi }로 대체하면 다음과 같다.
{\displaystyle E_{1}=E_{2}+{\frac {E_{2}}{c^{2}}}\Phi .}
{\displaystyle S_{1}}에 도달하는 에너지 {\displaystyle E_{1}}은 {\displaystyle S_{2}}에 의해 방출된 에너지 {\displaystyle E_{2}}보다 중력장에서 질량 {\displaystyle E_{2}/c^{2}}의 위치 에너지만큼 더 크다. 따라서 {\displaystyle E/c^{2}}은 관성 질량뿐만 아니라 에너지 양의 중력 질량에도 해당한다.

중력 질량 에너지가 관성 질량 에너지와 같아야 함을 증명하는 아인슈타인의 1911년 사고 실험

중력 질량의 에너지가 관성 질량의 에너지와 같아야 함을 더욱 명확히 하기 위해 아인슈타인은 다음 순환 과정을 제안했다. (a) 균일한 중력장에서 광원 {\displaystyle S_{2}}가 수신기 {\displaystyle S_{1}} 위에 거리 {\displaystyle h}만큼 떨어져 위치한다. 이동 가능한 질량 {\displaystyle M}은 {\displaystyle S_{2}}와 {\displaystyle S_{1}} 사이를 왕복할 수 있다. (b) 전자기 에너지 {\displaystyle E}의 펄스가 {\displaystyle S_{2}}에서 {\displaystyle S_{1}}로 전송된다. 에너지 {\displaystyle E(1+gh/c^{2})}는 {\displaystyle S_{1}}에 흡수된다. (c) 질량 {\displaystyle M}은 {\displaystyle S_{2}}에서 {\displaystyle S_{1}}로 낮아져 {\displaystyle Mgh}와 같은 양의 일을 방출한다. (d) {\displaystyle S_{1}}에 흡수된 에너지는 {\displaystyle M}로 전달된다. 이는 {\displaystyle M}의 중력 질량을 새로운 값 {\displaystyle M'}로 증가시킨다. (e) 질량은 {\displaystyle M'gh}의 일을 필요로 하며 {\displaystyle S_{2}}로 다시 들어 올려진다. (f) 질량에 의해 운반된 에너지는 {\displaystyle S_{2}}로 전달되어 주기가 완료된다.
에너지 보존은 질량을 올리는 것과 내리는 것 사이의 일의 차이, 즉 {\displaystyle M'gh-Mgh}가 {\displaystyle Egh/c^{2}}와 같아야 한다는 것을 요구한다. 그렇지 않으면 영구 기관을 정의할 수도 있다. 그러므로,
{\displaystyle M'-M={\frac {E}{c^{2}}}.}
다시 말해, 위의 논증에서 예측되는 중력 질량의 증가는 특수 상대성이론에서 예측되는 관성 질량의 증가와 정확히 같다.
아인슈타인은 균일한 중력장에서 {\displaystyle S_{2}}에서 {\displaystyle S_{1}}로 주파수 {\displaystyle v_{2}}({\displaystyle S_{2}}에서 측정)의 연속적인 전자기 빔을 보내는 것을 고려했다. {\displaystyle S_{1}}에서 측정되는 빛의 주파수는 다음으로 주어지는 더 큰 값 {\displaystyle v_{1}}이 된다.
{\displaystyle v_{1}=v_{2}\left(1+{\frac {\Phi }{c^{2}}}\right).}
아인슈타인은 위의 방정식이 터무니없는 것을 암시하는 것처럼 보인다고 언급했다. {\displaystyle S_{2}}에서 {\displaystyle S_{1}}으로의 빛 전송이 연속적이라고 할 때, {\displaystyle S_{2}}에서 초당 방출되는 주기 수가 {\displaystyle S_{1}}에서 수신되는 주기 수와 어떻게 다를 수 있는가? {\displaystyle S_{2}}에서 {\displaystyle S_{1}}로 내려가는 동안 파동 마루가 나타나는 것은 불가능하다. 간단한 답은 이 질문이 시간의 절대적인 본성을 전제한다는 것이다. 사실, 다른 중력 퍼텐셜에 위치한 시계가 같은 속도로 움직인다고 가정하도록 우리를 강요하는 것은 아무것도 없다. 등가원리는 중력 시간 지연을 의미한다.
아인슈타인의 중력 시간 지연 예측 논증은 등가원리를 존중하는 모든 중력 이론에 유효하다는 것을 깨닫는 것이 중요하다. 여기에는 뉴턴 중력도 포함된다.:16 따라서 파운드-렙카 실험과 같이 중력 시간 지연을 확고히 확립한 실험은 일반 상대성이론을 뉴턴 중력과 구별하는 데 사용되지 않는다.
아인슈타인의 1911년 논문 나머지 부분에서 그는 중력장에서 빛줄기의 굽힘에 대해 논의했지만, 당시 아인슈타인 이론의 불완전한 특성을 고려할 때 그가 예측한 값은 나중에 일반 상대성이론의 완전한 이론에 의해 예측될 값의 절반이었다.

### 비유클리드 기하학과 회전 디스크

에렌페스트 역설을 고려하면서 아인슈타인은 중력이 시공간을 휘게 한다는 점을 고려하게 되었다.

1912년 아인슈타인은 일반 상대성 이론의 운동학적 발전에 난관에 부딪혔고, 자신이 아는 수학을 넘어서야 한다는 것을 깨달았다.
스태첼은 상대론적 강체 회전 디스크에 대한 아인슈타인의 분석이 이러한 깨달음의 핵심이었다고 밝혔다. 강체 회전 디스크는 1909년 막스 보른과 파울 에렌페스트가 특수 상대성 이론에서 강체에 대한 분석을 제시한 이후 활발한 논의 주제였다. 회전하는 디스크 가장자리에 있는 관찰자는 "원심력"이라는 겉보기 ("가상의" 또는 "유사") 힘을 경험한다. 1912년까지 아인슈타인은 중력과 원심력과 같은 유사력 사이에 밀접한 관계가 있다고 확신하게 되었다.
그러한 계 K는 등가원리에 따라 특정 종류의 물질 없는 정적 중력장이 존재하는 정지 계와 엄밀히 동일하다. 
첨부된 그림에서 A는 관성 좌표계에 정지해 있는 지름 10단위의 원형 디스크를 나타낸다. 디스크의 둘레는 지름의 {\displaystyle \pi }배이며, 그림은 둘레를 따라 31.4개의 자가 배열되어 있음을 보여준다. B는 빠르게 회전하는 지름 10단위의 원형 디스크를 나타낸다. 비회전 관찰자에 따르면, 둘레를 따라 있는 각 자는 움직임 방향을 따라 길이가 수축된다. 둘레를 덮는 데 더 많은 자가 필요하지만, 지름을 가로지르는 데 필요한 자의 수는 변하지 않는다. A를 회전시켜 B를 얻는다고 명시하지 않았다는 점에 유의한다. 특수 상대성이론에서는 보른의 의미에서 "강체"인 디스크를 회전시킬 수 없다. 디스크 A를 회전시키면 재료가 둘레 방향으로 수축하지만 반경 방향으로는 수축하지 않으므로, 강체 디스크는 유도된 응력으로 인해 파쇄될 것이다.
후년에 아인슈타인은 빠르게 회전하는 디스크에 대한 고찰이 중력장이 비유클리드적인 측정 막대 배열을 야기한다는 것을 보여주었기 때문에 자신에게 "결정적으로 중요했다"고 반복해서 진술했다.
아인슈타인은 자신이 구상한 비유클리드적인 시공간 개념을 설명할 수학적 기술이 없다는 것을 깨닫고 수학자 친구인 마르셀 그로스만에게 도움을 청했다. 도서관에서 연구한 후, 그로스만은 리치와 레비-치비타의 절대 미분 계산 (텐서 계산)에 대한 리뷰 논문을 발견했다. 그로스만은 아인슈타인에게 이 주제를 가르쳤고, 1913년과 1914년에 그들은 일반화된 중력 이론의 초기 버전을 설명하는 두 편의 공동 논문을 발표했다. 다음 몇 년 동안 아인슈타인은 이 수학적 도구들을 사용하여 민코프스키의 기하학적 상대론 접근 방식을 휘어진 시공간을 포함하도록 일반화했다.

## 양자역학

### 배경: 아인슈타인과 양자
아인슈타인과 양자역학의 관계에 대해 많은 신화가 생겨났다. 신입 물리학 학생들은 아인슈타인이 광전 효과를 설명하고 광자 개념을 도입했다는 것을 알고 있다. 그러나 광자와 함께 성장한 학생들은 이 개념이 그 시대에 얼마나 혁명적이었는지 모를 수 있다. 아인슈타인과 양자역학의 관계에 대한 가장 잘 알려진 사실은 그의 "신은 주사위 놀이를 하지 않는다"는 진술과 그가 최종 형태의 이론을 전혀 좋아하지 않았다는 논란의 여지 없는 사실이다. 이로 인해 그의 초기 기여에도 불구하고 아인슈타인이 양자 연구와 동떨어져 있었고 그 발전에 기여한 바가 기껏해야 부차적이라는 일반적인 인상이 생겨났다.:1–4 1925년 이후 물리학 연구의 일반적인 방향에서 아인슈타인의 소외에 대해 그의 과학 전기 작가인 아브라함 파이스는 다음과 같이 썼다.
아인슈타인은 뉴턴과 동등하게 평가받을 만한 유일한 과학자이다. 그 비교는 전적으로 그가 1925년 이전에 한 일에 기반한다. 그의 생애의 남은 30년 동안 그는 연구에 활발하게 참여했지만, 그가 대신 낚시를 갔다면 그의 명성은 줄어들지 않았을 것이다.:43 
돌이켜보면, 우리는 파이스의 평가가 틀렸음을 알고 있다.
아인슈타인은  "초기" 양자 이론에 가장 크게 기여한 단 한 명의 인물이라고 주장할 수 있다.
- 1905년 빛의 양자에 대한 논문에서,[p 16] 아인슈타인은 빛의 양자 이론을 창안했다. 빛이 작은 묶음(광자)으로 존재한다는 그의 제안은 너무나 혁명적이어서 플랑크와 보어와 같은 양자 이론의 주요 선구자들조차 그것이 사실일 수 있다고 믿기를 거부했다.[33]:70–79;282–284 [note 5] 보어는 특히 빛 양자를 열렬히 불신했으며, 1925년까지 그 존재에 대한 압도적인 증거에 직면하여 항복할 때까지 계속해서 반대했다.[36]
- 1906년 그의 비열 이론에서 아인슈타인은 양자화된 에너지 준위가 고체의 비열을 설명한다는 것을 처음으로 깨달았다.[p 17] 이런 방식으로 그는 열역학 제3법칙 (즉, 어떤 시스템의 엔트로피는 온도가 절대 영도에 가까워질수록 0에 가까워진다[note 6]): 매우 낮은 온도에서는 고체 내의 원자가 첫 번째 들뜬 양자 상태에 도달할 만큼 충분한 열 에너지를 갖지 못하므로 진동할 수 없다.[33]:141–148 [note 7]
- 아인슈타인은 빛의 파동-입자 이중성을 제안했다. 1909년, 그는 사고 실험에 기반한 엄밀한 요동 논증을 사용하여 브라운 운동에 대한 이전 연구를 활용하여 두 가지 관점을 결합할 "융합 이론"의 출현을 예측했다.[33]:136–140[p 18][p 19] 기본적으로 그는 흑체 복사와 열평형 상태에 있는 거울이 경험하는 브라운 운동이 두 항의 합이 될 것이며, 하나는 복사의 파동적 특성 때문이고 다른 하나는 그 입자적 특성 때문임을 증명했다.[3]
- 플랑크가 양자역학의 아버지로 정당하게 칭송받기는 하지만, 그의 흑체 복사 법칙 유도는 불합리한 성격의 임시방편적인 가정들을 필요로 했기 때문에 불안정한 기반 위에 있었다.[note 8] 게다가 플랑크의 유도는 고전적인 조화 진동자에 대한 분석이 양자 가설과 즉흥적으로 결합된 것을 나타냈다.[33]:184 1916년 복사 이론에서 아인슈타인은 순전히 양자적인 설명을 최초로 제시했다.[p 20] 이 논문은 유도 방출(레이저의 기초)의 가능성을 처음으로 제기한 것으로 잘 알려져 있으며, 무작위적 우연의 근본적인 역할을 도입함으로써 진화하는 양자 이론의 성격을 변화시켰다.[33]:181–192
- 1924년, 아인슈타인은 알려지지 않은 인도 교수 사티엔드라 나트 보스로부터 흑체 복사 법칙을 유도하는 새로운 방법을 설명하는 짧은 원고를 받았다.[note 9] 아인슈타인은 이용 가능한 상태에 광자를 넣는 구별되는 방법의 수를 세는 보스의 독특한 방법에 흥미를 느꼈다. 보스는 자신이 특이한 방법을 사용하고 있다는 것을 깨닫지 못했던 것 같다.[note 10] 그러나 아인슈타인은 보스의 계산 방법이 광자가 깊은 의미에서 구별할 수 없다는 것을 의미한다는 것을 이해했다. 그는 논문을 독일어로 번역하여 출판했다. 아인슈타인은 보스의 논문에 이어서 보스-아인슈타인 응축을 예측하는 보스의 연구에 대한 확장을 발표했는데, 이는 응집물질물리학의 근본적인 연구 주제 중 하나이다.[33]:215–240
- 빛의 파동적 특성과 입자적 특성을 완전히 포괄하는 빛의 수학적 이론을 개발하려 노력하면서 아인슈타인은 "유령장" 개념을 개발했다. 맥스웰의 고전 법칙을 따르는 유도파는 일반적인 광학 법칙에 따라 전파되지만 에너지를 전달하지는 않는다. 그러나 이 유도파는 통계적 기반으로 {\displaystyle h\nu } 에너지 양자의 출현을 지배하여, 이 양자들의 출현이 간섭 복사의 강도에 비례하도록 했다. 이러한 아이디어는 물리학계에 널리 알려졌으며, 1926년 보른의 연구를 통해 나중에 복사와 물질의 현대 양자 이론에서 핵심 개념이 되었다.[33]:193–203 [note 11]

따라서 아인슈타인은 1925년 이전에 광자, 파동-입자 이중성, 물리 과정의 근본적인 무작위성, 비식별성 개념, 파동 방정식의 확률 밀도 해석 등 양자 이론의 핵심 개념 대부분을 창안했다. 게다가 아인슈타인은 고체 물리학과 응집물질물리학의 아버지라고 주장할 수 있다. 그는 흑체 복사 법칙의 올바른 유도를 제공했으며 레이저의 개념을 촉발했다.
1935년, 두 젊은 동료와 함께 작업하면서 아인슈타인은 양자역학이 최종 해결책이 될 수 없음을 보여주려고 시도하며 마지막 도전을 했다. 이 논문에서 제기된 질문에도 불구하고, 물리학자들이 양자역학을 작업에 적용하는 방식에는 거의 또는 전혀 영향을 미치지 않았다. 이 논문에 대해 파이스는 다음과 같이 썼다.
이 글에서 궁극적으로 살아남을 부분은 마지막 구절이라고 생각한다. [즉, "합리적인 현실 정의는 이를 허용할 것으로 기대될 수 없다"는 것은 멀리 떨어진 곳으로 정보가 즉시 전달되는 것을 의미한다] 이는 아인슈타인이 말년에 양자역학에 대해 가졌던 견해를 매우 날카롭게 요약하고 있다... 이 결론은 물리학의 후속 발전에 영향을 미치지 않았으며, 앞으로도 영향을 미칠지는 의문이다.:454–457 
파이스의 부정적인 평가와는 대조적으로, EPR 역설을 요약한 이 논문은 전체 물리학 문헌에서 가장 널리 인용되는 논문 중 하나가 되었다.:23 이 논문은 "제3차 양자 혁명"으로 불리는 양자 정보 이론 발전의 핵심으로 여겨진다. 

### 파동-입자 이중성
아인슈타인의 초기 양자론에 대한 주요 기여는 모두 통계적 논증을 통해 이루어졌다. 여기에는 빛이 입자적 특성을 가지고 있다고 주장한 1905년 논문, 비열에 대한 1906년 연구, 파동-입자 이중성 개념을 도입한 1909년 연구, 흑체 복사 공식의 개선된 유도를 제시한 1916년 연구, 그리고 비구별성 개념을 도입한 1924년 연구가 포함된다.:56

이상 기체 입자로 채워져 있고 요동하는 흑체 복사로 가득 찬 공동 내 거울.

아인슈타인의 1909년 빛의 파동-입자 이중성에 대한 논증은 사고 실험에 기반을 두었다. 아인슈타인은 이상 기체 입자로 채워져 있고 흑체 복사로 가득 찬 공동 내의 거울을 상상했는데, 전체 시스템은 열평형 상태에 있었다. 거울은 표면에 수직인 방향으로만 움직일 수 있도록 제한되어 있었다.
거울은 기체 분자와의 충돌로 인해 브라운 운동으로 흔들린다. 거울이 복사장에 있기 때문에, 움직이는 거울은 앞면과 뒷면 사이의 복사압 차이의 결과로 운동 에너지의 일부를 복사장으로 전달한다. 이는 흑체 복사장과 흑체 복사압에 요동이 있어야 함을 의미한다. 논증을 뒤집으면 요동하는 흑체 복사장에서 기체 분자로 에너지가 돌아오는 경로가 있어야 함을 보여준다.
플랑크 법칙으로 주어진 복사장의 알려진 형태를 고려하여 아인슈타인은 흑체 복사의 평균 제곱 에너지 요동을 계산할 수 있었다. 그는 열적 복사로 채워진 공동의 작은 부피 {\displaystyle v} 내에서 주파수 간격 {\displaystyle \nu }와 {\displaystyle \nu +d\nu } 사이의 제곱 평균 에너지 요동 {\displaystyle \left\langle \epsilon ^{2}\right\rangle }이 주파수와 온도의 함수임을 발견했다.
{\displaystyle \left\langle \epsilon ^{2}(\nu ,T)\right\rangle =\left(h\nu \rho +{\frac {c^{3}}{8\pi \nu ^{2}}}\rho ^{2}\right)vd\nu ,}
여기서 {\displaystyle \rho vd\nu }는 열탕과 접촉하는 부피의 평균 에너지일 것이다. 위의 표현에는 두 개의 항이 있는데, 두 번째 항은 고전적인 레일리-진스 법칙 (즉, 파동과 같은 항)에 해당하고, 첫 번째 항은 빈 분포 법칙 (아인슈타인의 1905년 분석에서 에너지 {\displaystyle h\nu }를 가진 점 같은 양자에서 비롯됨)에 해당한다. 이로부터 아인슈타인은 복사가 파동과 입자적 측면을 동시에 가진다고 결론지었다.:402–404 

### 거품 역설
1905년부터 1923년까지 아인슈타인은 빛 양자를 진지하게 받아들인 거의 유일한 물리학자였다. 이 기간 대부분 동안 물리학계는 빛 양자 가설을 "조롱에 가까운 회의론":357으로 다루었으며, 아인슈타인의 광전 효과 법칙이 입증된 후에도 이러한 태도를 유지했다. 아인슈타인의 1922년 노벨상 시상식에서는 빛 양자에 대한 언급을 의도적으로 피하고 대신 "이론 물리학에 대한 그의 공헌, 특히 광전 효과 법칙 발견"으로 수여되었다고 밝혔다.:386 이러한 무시하는 태도는 브라운 운동, 특수 상대성이론, 일반 상대성이론 및 "초기" 양자 이론에 대한 그의 수많은 다른 기여를 포함하여 아인슈타인의 다른 주요 기여가 열정적으로 받아들여진 방식과는 극명한 대조를 이룬다.
물리학계의 이러한 소홀에 대한 다양한 설명이 제시되었다. 무엇보다도 순전히 광학적 현상을 설명하는 데 있어 파동 이론의 길고 논란의 여지 없는 성공이 가장 큰 이유였다. 둘째는 특정 현상이 빛이 입자적이라는 가정 하에 더 쉽게 설명될 것이라고 지적한 1905년 그의 논문이 가설을 단지 "발견적 관점"으로만 제시했다는 사실이었다. 이 논문은 기존 전자기 이론에 대한 설득력 있고 포괄적인 대안을 제시하지 못했다. 셋째는 빛 양자를 소개한 그의 1905년 논문과 파동-입자 융합 이론을 주장한 1909년 두 논문이 통계적 논증을 통해 주제에 접근했으며, 그의 동시대인들은 이를 "이론적 연습—아마도 미친 짓이지만 무해하다"고 받아들였을 수도 있다는 사실이었다.:142–144
아인슈타인 시대의 대부분의 물리학자들은 빛이 궁극적으로는 파동이지만, 원자가 파동 에너지를 불연속적인 단위로 흡수하기 때문에 특정 상황에서만 입자처럼 보인다는 입장을 채택했다.:88

거품 역설

아인슈타인이 1909년 복사의 본질과 구성에 대한 강연에서 제시한 사고 실험 중 하나는 위 논증의 불합리성을 지적하기 위해 사용한 것이었다. 그는 이 사고 실험을 사용하여 원자가 연속적인 파동이 아니라 불연속적인 입자로서 빛을 방출한다고 주장했다. (a) 음극선 빔의 전자가 표적의 원자에 충돌한다. 빔의 강도는 너무 낮게 설정되어 한 번에 하나의 전자가 표적에 충돌한다고 간주할 수 있다. (b) 원자는 구형으로 방사되는 전자기파를 방출한다. (c) 이 파동은 2차 표적의 원자를 여기시켜, 원래 전자와 비슷한 에너지의 전자를 방출하게 한다. 2차 전자의 에너지는 원래 전자의 에너지에만 의존하며, 1차 표적과 2차 표적 사이의 거리에는 전혀 의존하지 않는다. 방사되는 전자기파의 둘레에 퍼져 있는 모든 에너지는 즉시 표적 원자에 집중되는 것처럼 보일 것이며, 아인슈타인은 이러한 작용을 불합리하다고 생각했다. 첫 번째 원자가 두 번째 원자의 방향으로 입자를 방출했다고 말하는 것이 훨씬 더 타당할 것이다.
아인슈타인은 원래 이 사고 실험을 빛이 입자적 본성을 가지고 있다는 논증으로 제시했지만, "거품 역설"이라고 불리는 이 사고 실험이 1935년의 유명한 EPR 논문을 예견했다는 점이 주목되었다. 1927년 보어와의 솔베이 토론에서 아인슈타인은 이 사고 실험을 사용하여 보어가 옹호한 코펜하겐 해석에 따르면 입자의 양자 파동 함수가 파동 함수가 아무리 널리 퍼져 있어도 "터진 거품"처럼 갑자기 붕괴될 것임을 설명했다. 거품의 반대편에서 단일 지점으로의 에너지 전달은 빛보다 빠르게 발생하여 국소성 원리를 위반할 것이다.:87–90
결국, 빛 양자 개념이 우세하게 된 것은 이론적 논증이 아니라 실험이었다. 1923년 아서 콤프턴은 흑연 표적에서 고에너지 X선을 산란시키는 연구를 하고 있었다. 예상치 못하게 그는 산란된 X선이 파장이 변이되었음을 발견했는데, 이는 표적의 전자에 의한 X선의 비탄성 산란에 해당했다. 그의 관찰은 파동 행동과는 완전히 일치하지 않았지만, X선이 입자처럼 행동하는 경우에만 설명될 수 있었다. 이 콤프턴 효과 관찰은 태도의 급격한 변화를 가져왔고, 1926년까지 "광자" 개념은 물리학계에 일반적으로 받아들여졌다.:569–570 

### 아인슈타인의 빛 상자
아인슈타인은 1925년 이후 양자역학이 나아가는 방향을 좋아하지 않았다. 하이젠베르크의 행렬 역학, 슈뢰딩거의 파동 역학, 그리고 보른의 슈뢰딩거 파동 방정식 의미 명확화(즉, 파동 함수의 절댓값 제곱이 확률 밀도로 해석되어야 한다는 것)에 흥분했지만, 그의 본능은 뭔가 빠져 있다고 말했다.:326–335 보른에게 보낸 편지에서 그는 다음과 같이 썼다.
양자역학은 매우 인상적이다. 그러나 내면의 목소리는 아직 진짜가 아니라고 말한다. 이론은 많은 것을 생산하지만, 옛것의 비밀에 우리를 거의 가까이 데려가지 못한다.:440–443 
솔베이 논쟁은 1927년 제5차 솔베이 국제 전자 및 광자 회의의 식당 토론에서 보어와 아인슈타인 사이에 시작되었다. 아인슈타인이 새로운 양자역학에 대해 불만을 품었던 것은 확률적 해석으로 인해 엄밀한 인과성 개념이 무효화되었다는 것만이 아니었다. 결국, 위에서 언급했듯이 아인슈타인 자신도 1916년 복사 이론에서 무작위 과정을 도입했다. 오히려 불확정성 원리는 주어진 실험 배치에서 얻을 수 있는 정보의 최대량을 정의하고 제한함으로써, 운동량의 완전한 사양과 개별 입자의 설명이라는 측면에서 우리가 그것을 관찰할 수 있는지 여부와 상관없이 존재할 수 있는 인식 가능한 현실의 존재를 부인했다.:325–326:443–446
저녁 식사, 저녁 식사 후 토론, 그리고 아침 식사 자리에서 아인슈타인은 보어와 그의 추종자들과 함께 현재의 양자 역학이 완전하다고 할 수 있는지에 대해 논쟁했다. 아인슈타인은 위치와 운동량을 원칙적으로 임의의 정밀도로 동시에 알 수 있음을 증명하려는 점점 더 영리한 사고 실험으로 자신의 주장을 설명했다. 예를 들어, 그의 사고 실험 중 하나는 셔터가 달린 스크린을 통해 전자 빔을 보내고, 전자가 사진 스크린에 부딪히는 위치를 기록하는 것이었다. 보어와 그의 동맹들은 항상 아인슈타인의 제안에 반박할 수 있었으며, 대개 같은 날이 끝나기 전에 반박했다.:344–347
회의 마지막 날, 아인슈타인은 불확정성 원리만이 그를 괴롭혔던 유일한 새로운 양자역학의 측면이 아니라는 것을 밝혔다. 적어도 코펜하겐 해석에서 양자역학은 원격 작용, 즉 두 분리된 물체가 빛보다 빠른 속도로 통신하는 능력을 허용하는 것처럼 보였다. 1928년까지는 아인슈타인이 논쟁에서 졌다는 것이 중론이었고, 제5차 솔베이 회의에서 그의 가장 가까운 동맹이었던 루이 드 브로이조차 양자역학이 완전하다고 인정했다.:346–347

아인슈타인의 빛 상자

제6차 솔베이 국제 자기학 회의(1930년)에서 아인슈타인은 새로운 사고 실험을 가지고 나타났다. 이 실험은 셔터가 너무 빠르게 작동하여 한 번에 하나의 광자만 빠져나갈 수 있는 상자를 포함했다. 상자는 먼저 정확하게 무게를 잰다. 그런 다음, 정확한 순간에 셔터가 열려 광자가 빠져나간다. 상자는 다시 무게를 잰다. 질량과 에너지 사이의 잘 알려진 관계 {\displaystyle E=mc^{2}}를 통해 입자의 에너지를 정확하게 결정할 수 있다. 아인슈타인은 이 장치로 광자의 에너지를 정확하게 결정하는 동시에 시스템에서 벗어나는 정확한 시간을 얻을 수 있는 수단을 시연했다고 믿었다.:346–347:446–448
보어는 이 사고 실험에 흔들렸다. 반박을 생각할 수 없었던 그는 회의 참가자들을 차례로 찾아다니며 아인슈타인의 사고 실험이 사실일 수 없다고, 만약 사실이라면 문자 그대로 물리학의 종말을 의미할 것이라고 설득하려 했다. 밤샘 끝에 그는 마침내 역설적으로 아인슈타인의 일반 상대성이론에 의존하는 답변을 찾아냈다.:348–349 아인슈타인의 빛 상자 그림을 고려해 보자.:446–448
1. 광자를 방출한 후, 무게 감소로 인해 상자가 중력장에서 상승한다.
2. 관찰자는 포인터가 초기 위치를 가리킬 때까지 무게를 추가하여 상자를 원래 높이로 되돌린다. 관찰자가 이 절차를 수행하는 데는 특정 시간 {\displaystyle t}가 걸린다. 얼마나 걸리는지는 스프링의 강도와 시스템이 얼마나 잘 감쇠되었는지에 따라 달라진다. 감쇠되지 않으면 상자는 영원히 위아래로 튀어 오를 것이다. 과도하게 감쇠되면 상자는 느리게 원래 위치로 돌아올 것이다(참조: 감쇠 스프링-질량 시스템).
3. 관찰자가 감쇠 스프링-질량 시스템을 오래 정착시킬수록 포인터는 평형 위치에 더 가까워진다. 어떤 시점에서 관찰자는 포인터를 초기 위치로 설정하는 것이 허용 가능한 오차 범위 내에 있다고 결론내릴 것이다. 포인터를 초기 위치로 되돌리는 데는 잔여 오차 {\displaystyle \Delta q}가 있을 것이다. 이에 상응하여 무게 측정에는 잔여 오차 {\displaystyle \Delta m}가 있을 것이다.
4. 무게를 추가하면 상자에 운동량 {\displaystyle p}가 전달되며, 이는 {\displaystyle \Delta p\Delta q\approx h}로 한정되는 정확도 {\displaystyle \Delta p}로 측정할 수 있다. {\displaystyle \Delta p<gt\Delta m}임이 분명하며, 여기서 {\displaystyle g}는 중력 상수이다. 이를 대입하면 {\displaystyle gt\Delta m\Delta q>h}가 된다.
5. 일반 상대성이론은 상자가 원래 높이와 다른 높이에 있는 동안 원래 속도와 다른 속도로 움직였다는 것을 알려준다. 적색 편이 공식은 광자의 방출 시간 {\displaystyle t_{0}}을 결정하는 데 불확도 {\displaystyle \Delta t=c^{-2}gt\Delta q}가 있을 것임을 알려준다.
6. 따라서 {\displaystyle c^{2}\Delta m\Delta t=\Delta E\Delta t>h}이다. 광자의 에너지가 측정되는 정확도는 불확정성 원리에 따라 방출 순간이 측정될 수 있는 정밀도를 제한한다.
불확정성 원리를 우회하는 허점을 찾으려던 마지막 시도가 반박되자 아인슈타인은 양자역학의 불일치를 찾는 노력을 그만두었다. 대신, 그는 양자역학의 다른 불편한 측면으로 초점을 옮겨 원격 작용에 대한 비판에 집중했다. 그의 다음 양자역학 논문은 나중에 EPR 역설에 대한 그의 논문을 예고했다.:448
아인슈타인은 패배에도 불구하고 너그러웠다. 다음 9월, 아인슈타인은 하이젠베르크와 슈뢰딩거를 노벨상 후보로 지명하며 "나는 이 이론이 의심할 여지 없이 궁극적인 진리의 일부를 담고 있다고 확신한다"고 말했다.:448

### EPR 역설
보어와 아인슈타인 모두 미묘한 사람이었다. 아인슈타인은 양자역학이 모순된다는 것을 보여주기 위해 매우 노력했다. 그러나 보어는 항상 그의 주장에 반박할 수 있었다. 하지만 그의 마지막 공격에서 아인슈타인은 너무나 심오하고, 너무나 직관에 반하며, 너무나 혼란스럽지만 동시에 너무나 흥미로운 것을 지적했다. 21세기 초에 이론 물리학자들을 다시 매료시키게 된 그것 말이다. 아인슈타인의 마지막 위대한 발견—얽힘의 발견—에 대한 보어의 유일한 답변은 그것을 무시하는 것이었다.
 — 레너드 서스킨드
아인슈타인의 양자역학과의 근본적인 논쟁은 신이 주사위 놀이를 하는지, 불확정성 원리가 위치와 운동량의 동시 측정을 허용하는지, 심지어 양자역학이 완전한지에 대한 것이 아니었다. 그것은 현실에 대한 것이었다. 물리적 현실이 우리가 그것을 관찰할 수 있는 능력과 독립적으로 존재하는가? 보어와 그의 추종자들에게 그러한 질문은 무의미했다. 우리가 알 수 있는 것은 측정과 관찰의 결과뿐이다. 우리의 지각 너머에 존재하는 궁극적인 현실에 대해 추측하는 것은 무의미하다.:460–461
아인슈타인의 신념은 데이비드 흄과 에른스트 마흐의 저서를 읽고 크게 영향을 받은 논리실증주의자였던 젊은 시절의 신념에서 수년에 걸쳐 진화했다. 그는 절대 시간과 공간과 같은 관찰 불가능한 개념을 거부했었다. 아인슈타인은 다음과 같이 믿었다.:460–461
1. 현실은 우리의 관찰 능력과 독립적으로 존재한다.
2. 물체는 시공간의 별개의 지점에 위치하며 자체적으로 독립적이고 실제적인 존재를 갖는다. 다시 말해, 그는 분리성과 국소성을 믿었다.
3. 표면적으로 양자 현상이 무작위로 보일지라도, 궁극적인 수준에서는 엄격한 인과성이 자연의 모든 과정의 근저에 있다.

EPR 역설 사고 실험. (상단) 입자 쌍의 전체 파동 함수가 충돌 지점에서 퍼져 나간다. (하단) 한 입자의 관찰이 파동 함수를 붕괴시킨다.

아인슈타인은 실재론과 국소주의가 물리학의 근본적인 토대라고 생각했다. 나치 독일을 떠나 프린스턴 고등연구소에 정착한 후 아인슈타인은 1933년 레옹 로젠펠트의 강연을 들은 이후로 숙고해 오던 사고 실험을 기록하기 시작했다. 논문이 영어로 작성될 예정이었으므로 아인슈타인은 칼텍에서 연구소로 옮겨온 46세의 보리스 포돌스키의 도움을 받았다. 그는 또한 연구소에 있던 26세의 네이선 로젠의 도움도 받았는데, 그가 많은 수학적 작업을 수행했다. 그들의 공동 작업의 결과는 제목에서 "물리적 현실에 대한 양자 역학적 설명이 완전하다고 간주될 수 있는가?"라는 질문을 던진 4페이지짜리 EPR 논문이었다.:448–450
논문이 인쇄된 것을 본 후, 아인슈타인은 결과에 만족하지 않았다. 그의 명확한 개념적 시각화는 수학적 형식주의의 겹겹이 아래에 묻혀 있었다.:448–450
아인슈타인의 사고 실험은 충돌했거나 상관 관계를 갖는 속성을 갖도록 생성된 두 입자를 포함했다. 쌍에 대한 총 파동 함수는 입자의 위치와 선형 운동량을 연결한다.:450–453 그림은 충돌 지점으로부터 파동 함수의 확산을 보여준다. 그러나 첫 번째 입자의 위치를 관찰하면 쌍이 얼마나 멀리 떨어져 있든 상관없이 두 번째 입자의 위치를 정확하게 결정할 수 있다. 마찬가지로, 첫 번째 입자의 운동량을 측정하면 두 번째 입자의 운동량을 정확하게 결정할 수 있다. "우리의 현실성 기준에 따라, 첫 번째 경우에는 P 양을 현실의 요소로 간주해야 하며, 두 번째 경우에는 Q 양이 현실의 요소이다."
아인슈타인은 우리가 직접 관찰한 적 없는 두 번째 입자가 어떤 순간에도 실제적인 위치와 실제적인 운동량을 가져야 한다고 결론지었다. 양자역학은 현실의 이러한 특징을 설명하지 못한다. 따라서 양자역학은 완전하지 않다.:451 불확정성 원리에 따르면 위치와 운동량은 동시에 측정될 수 없다는 것이 알려져 있다. 그러나 그 값이 서로 다른 측정 맥락에서만 결정될 수 있음에도 불구하고, 동시에 둘 다 명확할 수 있는가? 아인슈타인은 답이 예스여야 한다고 결론지었다.
아인슈타인은 유일한 대안은 첫 번째 입자를 측정하는 것이 두 번째 입자의 위치와 운동량의 현실에 즉시 영향을 미친다고 주장하는 것이라고 말했다.:451 "합리적인 현실 정의는 이것을 허용할 것으로 기대될 수 없다."
보어는 아인슈타인의 논문을 읽고 충격을 받았고, 6주 이상 답변을 준비했으며, EPR 논문과 정확히 동일한 제목을 부여했다. EPR 논문은 보어로 하여금 양자역학의 코펜하겐 해석에서 상보성에 대한 그의 이해를 크게 수정하도록 강요했다.
EPR 이전에는 보어는 관찰 행위에 의해 야기되는 교란이 양자 불확실성에 대한 물리적 설명이라고 주장했다. 그러나 EPR 사고 실험에서 보어는 "조사 대상 시스템의 기계적 교란 문제는 없다"는 것을 인정해야 했다. 반면에 그는 두 입자가 하나의 양자 함수로 설명되는 하나의 시스템이라는 점을 지적했다. 더욱이 EPR 논문은 불확정성 원리를 불식시키지 못했다.:454–457 
후대의 해설자들은 보어의 답변의 강도와 일관성에 의문을 제기했다. 그러나 실질적으로 대부분의 물리학자들은 보어와 아인슈타인 사이의 논쟁에 크게 주의를 기울이지 않았다. 왜냐하면 대립되는 견해가 실용적인 문제에 양자역학을 적용하는 능력에 영향을 미치지 않고 단지 양자 형식론의 해석에만 영향을 미쳤기 때문이다. 만약 그들이 이 문제에 대해 전혀 생각했다면, 대부분의 현직 물리학자들은 보어의 지도력을 따르는 경향이 있었다.
1964년 존 스튜어트 벨은 아인슈타인의 국소 실재론적 세계관이 양자 역학과 충돌하는 실험적으로 검증 가능한 예측을 내놓는다는 획기적인 발견을 했다. 벨의 발견은 아인슈타인-보어 논쟁을 철학의 영역에서 실험 물리학의 영역으로 옮겨 놓았다. 벨 부등식은 어떤 국소 실재론적 형식론에 대해서도 EPR 사고 실험의 실험적 실현에서 입자 쌍 간의 예측된 상관 관계에 제한이 존재함을 보여주었다. 1972년, 이러한 제한을 위반하는 것을 입증한 첫 번째 실험적 테스트가 수행되었다. 연속적인 실험은 관찰의 정확도를 향상시키고 허점을 없앴다. 현재까지 국소 실재론적 이론이 틀렸다는 것은 거의 확실하다.
EPR 논문은 최근 선견지명으로 인정받고 있는데, 이는 양자 얽힘 현상을 규명했기 때문이다. 이 현상은 코펜하겐 해석과는 다른 양자역학적 접근 방식에 영감을 주었으며, 양자 컴퓨팅, 양자 암호, 양자 정보 이론 분야의 주요 기술 발전의 선두에 서 있었다.

## 내용주
1. ↑  아인슈타인은 취리히 공과대학의 물리학 교육과정에 매우 실망했다. 이는 물리학을 그 자체의 학문으로 다루기보다는 미래 엔지니어 양성에 초점이 맞춰져 있었다. 아인슈타인이 근본적으로 중요하다고 생각했던 첨단 연구는 다루지 않았다. 예를 들어 베버 교수는 "헬름홀츠 이후의 모든 것을 단순히 무시했다". 기본적인 기체 운동론은 가르쳤지만, 아인슈타인은 볼츠만의 최근 출판된 책들을 공부하며 주제의 더 깊은 측면을 배워야 했다. 새로운 전자기장 이론은 무시되었다. 아인슈타인은 헤르츠, 드루데(이를 통해 맥스웰 이론을 습득했다), 그리고 로런츠의 저술들을 스스로 읽었다. 즉, 아인슈타인은 독학(그리고 많은 수업을 빼먹는 것)을 통해서만 물리학 연구의 주류에 보조를 맞출 수 있었다.[15]:55–63
2. ↑  M'이 B에서의 번개가 A에서의 번개보다 먼저 치는 것을 목격한다는 점을 제외하고는 M'이 관찰하는 세부 사항은 자주 고려되지 않는다. 수정된 기차-제방 사고 실험과 그 역방향의 애니메이션이 여기에 있다.
3. ↑  아인슈타인의 다른 사고 실험들과 마찬가지로, 그의 에너지 보존 논증은 수년에 걸쳐 후속 작가들에 의해 크게 장식되어 현재의 논증은 때때로 거의 알아볼 수 없게 되었다. 예를 들어 슈츠는 아인슈타인의 기본 구성에 높은 낙하탑과 광자 질량-에너지 변환기를 추가했다.[25]:118–126
4. ↑  초기 양자론은 현대 양자역학 이전에 존재했던 고전역학에 대한 휴리스틱 보정들의 혼합된 모음이다. 이 이론의 요소들은 현재 현대 양자역학적 처리법에 대한 반고전적 근사치로 이해된다.
5. ↑  1819년의 아라고 반점 관찰(회절로 인한 원형 물체 그림자 중앙의 밝은 점), 푸코의 1850년 공기와 물에서의 빛의 속도 차등 측정,[35] 그리고 무엇보다도 맥스웰 방정식이 알려진 거의 모든 전자기 현상을 설명하는 데 성공한 것은 입자설이 아니라 빛의 파동성을 증명한 것으로 여겨졌다. "아인슈타인은 [1905년에] 사실상 무명이었고 빛의 파동 이론에 반대했기 때문에, 광적인 사람보다 신뢰도가 거의 높지 않았다..."[33]:79
6. ↑  이 진술은 완전한 결정에 대해서만 정확히 참이다. 불완전한 결정, 비정형 물질 등은 절대 영도에서도 얼어붙지 않는 무질서를 유지한다.
7. ↑  아인슈타인의 빛 양자 가설과는 달리, 그의 고체 양자 이론은 주로 잘 알려진 물리화학자 발터 네른스트의 지지 덕분에 빠르게 받아들여졌다.[15]:153–154
8. ↑  플랑크의 유도는 공동의 벽에 있는 가상의 "공명기"가 정해진 에너지의 균일한 간격의 상태를 취해야 하며, 중간 에너지는 허용되지 않아야 한다는 것을 요구했다. 균일한 간격의 에너지 준위를 사용함으로써 플랑크는 무한 급수의 합을 계산할 수 있었다. 실제로는 원자 에너지 준위가 균일하게 간격이 떨어져 있지 않으며, 플랑크의 유도는 실패한다.[37]
9. ↑  보스는 플랑크와 아인슈타인의 법칙 유도 방법 모두 이전에 유도된 고전적인 결과인 빈 분포 법칙의 인자 8π𝜈2/c2에 의존했으며, 이는 "모든 유도에서 가장 만족스럽지 못한 점"이라고 주장했다. 아인슈타인은 보스가 빈 분포 법칙이 고전적인 파동 이론을 전제로 한다고 믿는 것이 틀렸다는 것을 보여주며 이 점을 개인적으로 수정했다.
10. ↑  보스는 자신의 계산 방법의 근본적인 함의를 이해했는지에 대한 질문을 받았을 때, "제가 한 일이 정말 참신하다는 것을 전혀 몰랐습니다... 저는 볼츠만이 했던 것, 볼츠만 통계와 정말 다른 일을 하고 있다는 것을 정말로 알만큼 통계학자가 아니었습니다."라고 솔직하게 대답했다.[33]:223
11. ↑  노벨상 강연에서 보른은 아인슈타인에게 자신의 아이디어의 원천이었다고 전적으로 인정했다. "...우리는 올바른 접근 방식을 놓쳤다. 이는 슈뢰딩거에게 남겨졌고, 나는 그의 방법이 ψ-함수의 해석으로 이어질 가능성을 가지고 있었기 때문에 즉시 그의 방법을 받아들였다. 다시 아인슈타인의 아이디어가 나에게 선례를 주었다. 그는 광학 파동 진폭의 제곱을 광자 발생의 확률 밀도로 해석함으로써 입자-빛 양자 또는 광자-와 파동의 이중성을 이해하려 노력했다. 이 개념은 즉시 ψ-함수로 확장될 수 있었다. ψ2은 전자(또는 다른 입자)의 확률 밀도를 나타내야 한다."[p 21]
12. ↑  아인슈타인의 1925년 이후 과학적 노력은 통일장 이론에 대한 그의 실패한 연구에 지배되었지만, 그는 여전히 여러 주요 출판물을 발표했다. EPR 논문 외에도, 여기에는 웜홀 개념의 도입,[p 23] 중력렌즈 예측,[p 24] 그리고 중력파가 가능하다는 것을 확립한 논문(반대 결론에 도달했던 이전 출판물을 수정)이 포함된다.[p 25]
13. ↑  1909년 강연에서 아인슈타인은 파장이 0.5μ이고 흑체 온도가 1700K일 때 입자 항이 파동 항보다 약 6.5×107배 더 클 것이라고 언급했다.[p 19]
14. ↑  콤프턴의 결과 이후에도 소수의 물리학자들은 광자를 계속 거부했다. 이들 중 주요 인물은 보어, 크라머스, 슬레이터였는데, 이들은 1924년 1월 빛과 물질이 어떻게 상호작용할 수 있는지에 대한 급진적인 제안을 담은 "BKS" 제안을 발표했다. BKS 제안 당시에는 미시 수준에서 에너지-운동량 보존 또는 인과성의 실험적 증거가 없었으므로, 에너지-운동량 보존과 인과성이 통계적 평균으로만 참일 가능성이 존재했다. 아인슈타인의 1916년 복사 이론을 출발점으로 사용하여 BKS 제안은 원자에 의한 X선의 연속적인 흡수가 원자가 전자를 방출할 확률을 증가시킬 것이지만, 실제 전자 방출은 비인과적일 것이라고 제안했다. 각 원자에는 전자의 방출 확률을 결정하는 "가상 복사장"이 관련되어 있었다.

BKS 제안은 대다수 물리학자들로부터 조용한 반응을 얻었다. 실험적 반박은 오래지 않아 나타났다. (1) 보테와 가이거는 콤프턴 실험에서 2차 광자와 관련 노크아웃 전자가 동시에 생성된다는 것을 확립하는 동시성 측정 기술을 개발했다. (2) 콤프턴과 사이먼은 개별 2차 광자와 관련 노크아웃 전자 사이의 산란 각도가 에너지-운동량 보존 법칙을 만족한다는 것을 확립했다.[12]:416–422
15. ↑  마찰 감쇠는 시스템에 열(따라서 질량-에너지)을 추가하지만, 보어가 고려하지 않은 이 효과로 인한 오류는 허용 가능한 범위 내에 있음을 입증할 수 있다.[43]
16. ↑  폴싱은 아인슈타인 자서전에서 로젠이 실제로 EPR 논문의 아이디어를 제안했다고 시사한다.[15]:696 그러나 아인슈타인은 이 문제들을 그 전부터 수년간 숙고해 왔다. 로젠펠트가 나중에 회상했듯이: "'다음 상황에 대해 어떻게 생각하십니까?' 그가 [1933년 아인슈타인이 참석했던 브뤼셀의 로젠펠트 세미나 후] 내게 물었다. '두 입자가 매우 큰 동일한 운동량으로 서로를 향해 움직이다가 알려진 위치에서 서로 스쳐 지나갈 때 아주 짧은 시간 동안 상호작용한다고 가정해 봅시다. 이제 상호작용 영역에서 멀리 떨어진 곳에서 한 입자를 포착하여 그 운동량을 측정하는 관찰자를 생각해 봅시다. 그러면 실험 조건에서 그는 다른 입자의 운동량을 추론할 수 있을 것입니다. 그러나 만약 그가 첫 번째 입자의 위치를 측정하기로 선택한다면, 그는 다른 입자가 어디에 있는지 알 수 있을 것입니다. 이는 양자역학의 원리에서 완벽하게 올바르고 직접적인 추론입니다. 하지만 이것이 매우 역설적이지 않습니까? 모든 물리적 상호작용이 중단된 후 첫 번째 입자에 대해 수행된 측정이 어떻게 두 번째 입자의 최종 상태에 영향을 미칠 수 있습니까?'" 랜드스만은 그들의 논의에 대한 분석에서 아인슈타인이 실제 논문에 나타난 것보다 더 간단한 논증을 염두에 두었다고 보았다.[45]
17. ↑  보어는 한 입자에 대한 측정은 "[다른 입자의] 미래 행동에 관한 가능한 예측 유형을 정의하는 바로 그 조건에 영향을 미친다"고 주장했다.[p 26] 아서 파인(Arthur Fine)은 "이 주장의 의미는 전혀 명확하지 않다"고 지적했으며, 실제로 "보어에게 EPR을 무력화할 수 있는 일관된 답변이 있다고 확실히 말하기는 어렵다."고 언급했다.[46]

## 주요 출처
1. 1 2  Einstein, Albert (1951). 〈Autobiographical Notes〉.   Schilpp, P. A. 《Albert Einstein-Philosopher Scientist》 2판. New York: Tudor Publishing. 2–95쪽.
2. 1 2  Einstein, Albert (1905). 《On the Electrodynamics of Moving Bodies ( Zur Elektrodynamik bewegter Körper)》. 《Annalen der Physik》 322. 891–921쪽. Bibcode:1905AnP...322..891E. doi:10.1002/andp.19053221004. 2018년 8월 17일에 확인함.
3. ↑  Clerk Maxwell, James (1861). 《On physical lines of force》. 《Philosophical Magazine》 90 (Taylor & Francis). 11–23쪽.
4. 1 2  Einstein, Albert (1920). 〈Document 31: Ideas and Methods. II. The Theory of General Relativity〉.   Janssen, Michel; Schulmann, Robert; Illy, József; Lehner, Christoph; Buchwald, Diana Kormos. 《The Collected Papers of Albert Einstein. Volume 7: The Berlin Years: Writings, 1918 – 1921 (English translation supplement)》 Digital판. California Institute of Technology. 2018년 4월 15일에 확인함.
5. 1 2 3 4  Einstein, Albert (1961). 《Relativity: The Special and the General Theory》 15판. New York: Crown Publishers, Inc. ISBN 978-0-517-88441-6.
6. ↑  Einstein, A. (1905). 《Ist die Trägheit eines Körpers von seinem Energieinhalt abhängig?》 [Does the Inertia of a Body Depend Upon its Energy-Content?]. 《Annalen der Physik》 (독일어) 323. 639–641쪽. Bibcode:1905AnP...323..639E. doi:10.1002/andp.19053231314. ISSN 1521-3889.
7. 1 2  Einstein, A. (1906). 《Das Prinzip von der Erhaltung der Schwerpunktsbewegung und die Trägheit der Energie》 [The Principle of Conservation of Motion of the Center of Gravity and the Inertia of Energy]. 《Annalen der Physik》 (독일어) 325. 627–633쪽. Bibcode:1906AnP...325..627E. doi:10.1002/andp.19063250814. S2CID 120361282. 2021년 2월 21일에 원본 문서에서 보존된 문서. 2020년 10월 14일에 확인함. Trotzdem die einfachen formalen Betrachtungen, die zum Nachweis dieser Behauptung durchgeführt werden müssen, in der Hauptsache bereits in einer Arbeit von H. Poincaré enthalten sind2, werde ich mich doch der Übersichtlichkeit halber nicht auf jene Arbeit stützen.
8. ↑  Poincaré, H. (1900). 《La théorie de Lorentz et le principe de réaction》 [The Theory of Lorentz and The Principle of Reaction]. 《Archives Néerlandaises des Sciences Exactes et Naturelles》 (프랑스어) 5. 252–278쪽.
9. 1 2  Einstein, Albert (1907). 《Über das Relativitätsprinzip und die aus demselben gezogenen Folgerungen》 [On the relativity principle and the conclusions drawn from it] (PDF). 《Jahrbuch der Radioaktivität und Elektronik》 4. 411–462쪽. 2015년 8월 2일에 확인함.
10. 1 2  Einstein, Albert (1990). 〈On the relativity principle and the conclusions drawn from it〉.   Stachel, John; Cassidy, David C; Renn, Jürgen;  외. 《The Collected Papers of Albert Einstein, Volume 2: The Swiss Years: Writings, 1900-1909》. Princeton: 프린스턴 대학교 출판부. 252쪽. ISBN 9780691085265. 2015년 8월 2일에 확인함.
11. ↑  Minkowski, Hermann (1915). 《Das Relativitätsprinzip》. 《Annalen der Physik》 352. 927–938쪽. Bibcode:1915AnP...352..927M. doi:10.1002/andp.19153521505.
12. 1 2 3 4 5  Einstein, Albert (1911). 《Über den Einfluß der Schwerkraft auf die Ausbreitung des Lichtes》 [On the Influence of Gravitation on the Propagation of Light]. 《Annalen der Physik》 340. 898–908쪽. Bibcode:1911AnP...340..898E. doi:10.1002/andp.19113401005.
13. ↑  Born, Max (1909), “Die Theorie des starren Elektrons in der Kinematik des Relativitätsprinzips” [Wikisource translation: [[s:Translation:The Theory of the Rigid Electron in the Kinematics of the Principle of Relativity|상대성 원리 운동학에서의 강체 전자의 이론]]], 《Annalen der Physik》 335 (11): 1–56, Bibcode:1909AnP...335....1B, doi:10.1002/andp.19093351102 URL과 위키 링크가 충돌함 (도움말)
14. ↑  Ehrenfest, Paul (1909), “Gleichförmige Rotation starrer Körper und Relativitätstheorie” [강체 회전과 상대성 이론의 균일 회전], 《Physikalische Zeitschrift》 (독일어) 10: 918, Bibcode:1909PhyZ...10..918E
15. ↑  Einstein, Albert. 《Lichtgeschwindigkeit und Statik des Gravitationsfeldes》. 《Annalen der Physik》 38. 443–458쪽.
16. ↑  Einstein, Albert (1905a). 《On a Heuristic Point of View Concerning the Production and Transformation of Light》. 《Annalen der Physik》 17. 132–148쪽. Bibcode:1905AnP...322..132E. doi:10.1002/andp.19053220607. 2018년 4월 22일에 확인함.
17. ↑  Einstein, Albert (1906). 《Planck's theory of radiation and the theory of specific heat》. 《Annalen der Physik》. 4 22. 180–190, 800쪽. Bibcode:1906AnP...327..180E. doi:10.1002/andp.19063270110. 2018년 4월 21일에 확인함.
18. 1 2  Einstein, Albert (1909a). 《On the present status of the radiation problem》. 《Physikalische Zeitschrift》 10. 185–193쪽. Bibcode:1909PhyZ...10..185E.
19. 1 2 3 4  Einstein, Albert (1909b). 《On the development of our views concerning the nature and constitution of radiation》. 《Physikalische Zeitschrift》 10. 817–826쪽. 2018년 4월 21일에 확인함.
20. ↑  Einstein, Albert (1916). 《Emission and Absorption of Radiation in Quantum Theory》. 《Deutsche Physikalische Gesellschaft》 18. 318–323쪽. Bibcode:1916DPhyG..18..318E.
21. ↑  Born, Max (1954년 12월 11일). 《The statistical interpretation of quantum mechanics》 (PDF). 《Science》 122 (nobelprize.org). 675–9쪽. doi:10.1126/science.122.3172.675. PMID 17798674. 2016년 12월 30일에 확인함.
22. 1 2 3 4  Einstein, A; B Podolsky; N Rosen (1935). 《Can Quantum-Mechanical Description of Physical Reality be Considered Complete?》. 《피지컬 리뷰》 47. 777–780쪽. Bibcode:1935PhRv...47..777E. doi:10.1103/PhysRev.47.777.
23. ↑  Einstein, A.; Rosen, N. (1935). 《The Particle Problem in the General Theory of Relativity》. 《Phys. Rev.》 48. 73–77쪽. Bibcode:1935PhRv...48...73E. doi:10.1103/PhysRev.48.73.
24. ↑  Einstein, Albert (1936). 《Lens-Like Action of a Star by the Deviation of Light in the Gravitational Field》. 《Science》 84. 506–507쪽. Bibcode:1936Sci....84..506E. doi:10.1126/science.84.2188.506. PMID 17769014. S2CID 38450435.
25. ↑  Einstein, A.; Rosen, N. (1937). 《On gravitational waves》 (PDF). 《Journal of the Franklin Institute》 223. 43–54쪽. Bibcode:1937FrInJ.223...43E. doi:10.1016/S0016-0032(37)90583-0. 2018년 4월 25일에 원본 문서 (PDF)에서 보존된 문서.
26. 1 2  Bohr, Niels (1935). 《Can Quantum-Mechanical Description of Physical Reality be Considered Complete?》. 《Physical Review》 48. 696–702쪽. Bibcode:1935PhRv...48..696B. doi:10.1103/PhysRev.48.696.